# Jacob van de Binkhorst
Jacob van de Binkhorst (ca. 1306 - 1358) was heer van Binkhorst en baljuw van Medemblik.

## Biografie
Hij was een zoon van Simon van Bentheim. Jacob volgde in eerste instantie het pad van geestelijke als kanunnik aan de Dom van Utrecht, werd daarna benoemd als pastoor van Oudekerk en werd daarna proost van West-Friesland. Jacob verliet in 1332 zijn baan als proost en diende vervolgens aan het hof van graaf Willem IV van Holland. Hij kreeg in 1333 het stenen huis te Binkhorst in Voorburg als zijn bezit en werd in 1334 tot ridder geslagen. Hij diende ook onder Margaretha van Beieren en was lid van het Hoeks verbond. Van Binkhorst werd in 1349 benoemd tot baljuw van Medemblik. Na het Beleg van Medemblik (1351) werd hij afgezet door Willem V van Holland en ging in ballingschap. Jacob van Binkhorst was een eerste maal gehuwd met Aleid van Asperen; dit huwelijk bleef kinderloos. Hij huwde een tweede maal met Margaretha Persijn; ook dit huwelijk bleef kinderloos.